# فداء الدين يحيى
فداءُ الدين يحيى الخاشي. (مواليد 1994)، ناشط حقوقي وصانع محتوى يمني. يُقيم في ألمانيا ويشتهر بأسلوبه الجريء في معالجة القضايا الاجتماعية والدينية والسياسية، مما جعله شخصية بارزة في المشهد الرقمي العربي.

## التعليم والنشأة
ولد عام 1994 في اليمن، لينتقل لاحقًا إلى ألمانيا حيث حصل على درجة الماجستير في هندسة التحكم الآلي والأتمتة من جامعة TU Kaiserslautern، بامتياز (1.0)، مما يعكس تفوقه الأكاديمي.

## النشاط الرقمي والحضور العام
برز رقميًا منذ عام 2019، وتميز بحملاته الاجتماعية ومحتواه التوعوي الذي لقي صدى واسعًا بين الشباب.
- - أعداد المتابعين على المنصات (حتى 2025):**
- تيك توك: نحو 1.1 مليون متابع
- فيسبوك: حوالي 437 ألف متابع
- إنستغرام: نحو 430 ألف متابع
- يوتيوب: حوالي 336 ألف مشترك
- إكس (تويتر): نحو 91 ألف متابع[3]

## الموضوعات والتأثير
يركز محتواه على قضايا مثل حقوق الإنسان والحريات، التنمية الذاتية، الشؤون الاجتماعية، والبعد الاقتصادي والسياسي، بأسلوب مبسط وجذاب.

## ردود الفعل والجدل
أحدث محتواه ردود أفعال متباينة؛ حيث يُشيد به مؤيدوه كداعية ملهم، بينما ينتقده آخرون بسبب ما يرونه حدة في الطرح أو تبسيط للقضايا المعقدة.

## الإنجازات والمساهمات البارزة
- حصوله على درجة الماجستير مع تقدير امتياز (1.0) من ألمانيا.[2]
- كسب حضور واسع ومؤثر في النقاشات الرقمية والاجتماعية.
- مشاركته في برامج شبابية مثل "برلمان شعب" لتعزيز دور الشباب العربي[2].

## وصلات خارجية
حساب الانستقرام الرسمي